# Церковь Святого Апостола Андрея (Слоним)
Костел святого апостола Андрея  (бел. Касцёл святога Андрэя апостала) — католический храм в городе Слоним, Беларусь). Относится к Слонимскому деканату Гродненского диоцеза. Памятник архитектуры в стиле барокко, построен в 1770—1775 годах.

## История

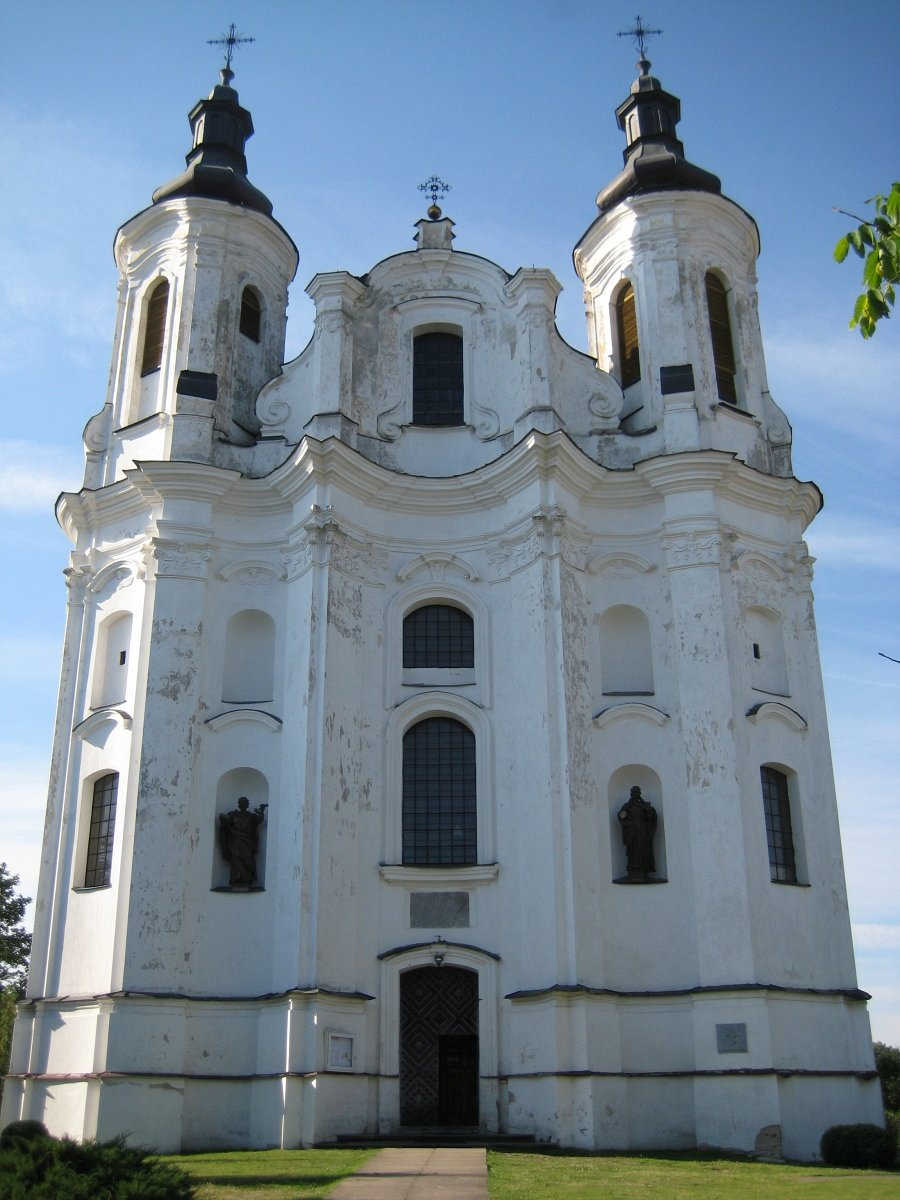
Фасад

В 1490 году по инициативе короля Казимира IV Ягелло в Слониме было начато строительство деревянного католического храма, тремя годами позже его освятили. Храм был разрушен во время русско-польской войны 1654-1667 годов, после этого католические богослужения в Слониме проходили в небольшой часовне. В 1770 году было начато строительство большого каменного храма в стиле позднего виленского барокко, в 1775 году строительство было закончено, а храм освящён.
В годы первой мировой войны церковь сильно пострадала, была восстановлена в послевоенные годы. После второй мировой войны Слоним оказался в составе СССР, храм был закрыт и использовался как соляной склад.
После распада СССР и восстановления католических структур в Беларуси в начале 90-х годов церковь была возвращена католической общине. После длительной реставрации храм был повторно освящён в 1993 году.

## Архитектура
Храм святого апостола Андрея — однонефный, прямоугольный в плане, с небольшими квадратными ризницами по бокам от пресвитерия. Высокий неф (высота — 14 м) перекрыт цилиндрическими сводами и освещён арочными окнами. По бокам фасада расположены симметричные башни, которые поставлены под углом к плоскости фасада. В нишах над входом помещены деревянные скульптуры апостолов Петра и Павла.
В интерьере храма выделяется главный алтарь, богато декорированный в стиле рококо. Стены украшены росписью и лепниной.